# Residència d'Oficials de Barcelona
La Residència d'Oficials de Barcelona és un edifici situat a l'avinguda Diagonal, 666 (Plaça de la Reina Maria Cristina) de Barcelona, catalogat com a bé d'interès documental (categoria D).

## Història
Fou construït en uns terrenys a l'Avinguda Diagonal, aleshores majoritàriament per urbanitzar, donats pel banquer Josep Garí i Gimeno, d'acord amb una promesa feta als rebels durant la Guerra Civil. L'agost del 1939 es formalitzà la donació inicial d'un milió de pessetes, i nombroses empreses i particulars de la ciutat hi van fer aportacions fins a cobrir el cost total de la construcció de 2.687.000 pessetes. Projectat pels arquitectes Josep Soteras i Manuel de Solà-Morales, les obres es completaren en un temps rècord i la residència fou inaugurada el 30 de maig del 1940.
De seguida fou cèlebre per l'organització de balls i festes, a les quals assistia l'èlite de la societat barcelonina, que contrastaven amb la misèria en què vivia la major part de la població barcelonina. Al vestíbul del pis principal es van instal·lar els busts de Mussolini i Hitler, donats pels representants italians i alemanys a la ciutat, i l'any 1941 es decorà una sala alemanya. Fins al 1980, al davant de la Residència també hi hagué un monument als caiguts de la Legió Còndor.
Per als Jocs Olímpics de 1992, l'Ajuntament de Barcelona va proposar-hi l'edificació d'un hotel de 5 estrelles, però a final del 1989 es van encallar les negociacions amb el Ministeri de Defensa, aleshores dirigit per l'exalcalde Narcís Serra. També es van oposar a l'operació els hereus de Josep Garí, que van recordar que el 1939 s'havia fet la donació únicament per a la construcció d'una residència d'oficials.
L'any 2008, l'Associació de Veïns de les Corts va demanar infructuosament el traspàs de l'edifici a l'Ajuntament per a habilitar-la com a residència per a gent gran i llar d'infants. En l'actualitat, té la categoria de Residencia Militar Logística del Ministeri de Defensa i és utilitzada com a residència de militars destinats a Catalunya i com a allotjament turístic de l'Exèrcit espanyol.

## Descripció
Es tracta d'un edifici de planta en forma d'«U», amb un cos annex alineat amb el carrer del Capità Arenes. La façana de la Diagonal ostenta com a únic element decoratiu un escut de l'Estat al centre. Hi destaca el llenguatge arquitectònic emprat, que si bé denota una economia constructiva amb l'ús del formigó armat i el maó de cara vista, adopta un caràcter estrictament funcional, basat en un mòdul habitacional de 3 m de façana per 5 m de fons i passadissos de 2 m d'amplada. L'accés principal es troba al centre de la «U» a través d'una arcada, que resulta ser l'element més tradicional del conjunt.
Comptava amb allotjament per a 150 oficials en habitacions individuals, i serveis de restaurant, bar, piscina, gimnàs i pista de tennis.